# デビル (企業)
デビル (Devil) は、オートバイ、自動車の消音器、エキゾーストパイプなど排気系の部品を製造するフランスの企業。創業以来、フランスのモータースポーツに深く関わってきた経緯があり、同社の製品はスポーツマフラーとして世界中で扱われている。日本では、デビル管の愛称で親しまれている。現在は、イタリアの自動車部品メーカーO・Z のフランス代理店に買収され、デビルのブランド名のまま生産を続けている。以前より品質・性能が向上したといわれる。

## 歴史
1966年 創業。アルピーヌのワークスマシンにマフラーが採用される。

## デビル管
自動車では、プジョーやシトロエンなどフランス車での装着比率が高い。ツーリングカーレースでのルノー・12には前出しのデビルが採用された。
オートバイでは、フランス・カワサキがレースに注力していた時期があり、そのイメージが強いことからカワサキ車への装着が多く見られる。なお、特徴のある重低音が着目され、暴走族車両に流用される事例も見受けられる。漫画『疾風伝説 特攻の拓』の登場人物、榊龍也の愛車であるGPz900R Ninjaはデビルのマフラーであるゴディエ・ジュヌー(通称GG管)を装着していた。